# Glaphyra nobilitata
Glaphyra nobilitata là một loài bọ cánh cứng trong họ Cerambycidae.